# Канукова, Жанна Нажмудиновна
Жанна Нажмудиновна Канукова (род. 21 декабря 1975 года) — российский дизайнер, член-корреспондент РАХ (2024).

## Биография
Родилась 21 декабря 1975 года, живёт и работает в Нальчике Кабардино-Балкарской Республике.
В 1999 году — окончила Уральский государственный профессионально-педагогический университет по специальности «Профессиональное обучение», специализация «дизайн в профессионально-педагогической деятельности (дизайн костюма)».
С 2002 по 2005 годы — преподаватель рисунка и спецкомпозиции отделения изо и костюмерно-художественное отделения в детской школе искусств № 1 Нальчика.
С 2015 года — преподаватель изо в Архитектурной гимназии № 29 Нальчика.
С 2013 года — член Союза художников России.
С 2019 года — руководит созданной ею арт-студией и галерее «Малахитовая шкатулка».
В 2024 году — избрана членом-корреспондентом Российской академии художеств от Южного регионального отделения.

## Творческая и научная деятельность
Участник II и III научных конференций «Художник и общество. Художник и время», организованных Российским фондом фундаментальных исследований, Северокавказским филиалом Государственного музея Востока и Адыгейским государственным университетом (2021—2022); участник научно-практических конференций Российской академии художеств в Нальчике в рамках проекта «Традиции и новаторство в творчестве современных художников Северного Кавказа» (2022—2023); участник конференции «Диалог академий» к 300-летию указа Петра I об учреждении Императорской Академии художеств в Пятигорском государственном университете (2024).
С 2021 года — председатель Кабардино-Балкарского республиканского отделения Союза художников России; с 2024 года — член Ревизионной комиссии СХР; с 2021 по 2024 годы — член НКО при общественной палате Кабардино-Балкарской республики пятого состава.
В 2023 году — член жюри ежегодной художественной выставки-конкурса и форума «Парк для всех» (2023 г.); с 2023 по 2024 годы — инициатор проекта «Авторские экскурсии от художников» по осенней выставке Союза художников для учащихся школ и студентов ВУЗов.

## Награды
- Стипендиат государственной стипендии в области культуры и искусства Правительства КБР (2011)
- Серебряная медаль «Духовность. Традиции. Мастерство» Союза художников России (2023)
- Благодарность РАХ (2022)